# Unifikacja (fizyka)
Unifikacja w fizyce ma dwa znaczenia:

## Unifikacja opisu
Unifikacja opisu polega na takim opisie pewnej klasy zjawisk, w wyniku którego zjawiska wcześniej postrzegane jako niezależne zostają opisane w spójny sposób jako aspekty tego samego szerzej rozumianego zjawiska. Typowym przykładem takiej sytuacji jest unifikacja opisu oddziaływań magnetycznych i elektrycznych w jedno oddziaływanie elektromagnetyczne. Mniej trywialnym przykładem jest unifikacja opisu oddziaływań elektromagnetycznych i słabych. Przykład ten jest ciekawy, gdyż zawiera dwie cechy: 
- unifikacja opisu: teoria oddziaływań elektrosłabych opisuje w spójny sposób zarówno oddziaływania elektromagnetyczne jak i oddziaływania słabe;
- unifikacja opisu nie oznacza unifikacji oddziaływań (w sensie obserwacji jednego oddziaływania), gdyż właśnie z unifikacji opisu wynika, że unifikacja oddziaływań elektromagnetycznych, czyli ich zlanie się w jedno oddziaływanie, zachodzi powyżej pewnego poziomu energetycznego, wyższego niż obserwowany na co dzień.

## Unifikacja oddziaływań
Zjawisko fizyczne polegające na nabyciu w pewnych warunkach przez oddziaływania cech, które pozwalają oddziaływania obserwacyjnie różne w innych warunkach uważać za jedno oddziaływanie posiadające specyficzne własności. Jako przykład można podać oddziaływania magnetyczne i elektryczne, których spójny opis wymusza uznanie ich za przejawy wspólnego oddziaływania elektromagnetycznego, o ile mamy do czynienia z ruchem ładunków lub zmianami pola magnetycznego (zatem specyficzne warunki dotyczą tu prędkości ruchu nośników pola, przy czym prędkości mogą być dowolnie małe). Mniej trywialnym przykładem jest unifikacja oddziaływań silnych i elektromagnetycznych, która zachodzi powyżej pewnego poziomu energii układów biorących udział w oddziaływaniu.